# Borsod, Gömör és Kishont k.e.e. vármegye

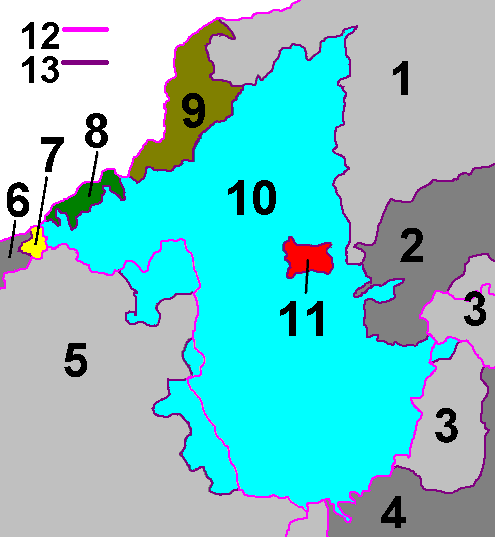
1 Abaúj-Torna, 2 Zemplén, 3 Szabolcs, 4 Hajdú, 5 Heves, 6 Nógrád, 7 Gömörtől Nógrádhoz 1921-ben (1928-ban), 8 Gömörtől Borsodhoz 1938-ban, 9 Gömör és Kishont, 10 Borsod, 11 Miskolc, 12 mai megyehatár, 13 megszűnt 1914-es megyehatár

Borsod, Gömör és Kishont közigazgatásilag egyelőre egyesített (k.e.e.) vármegye Gömör és Kis-Hont vármegye Magyarországon maradt csonka területének és Borsod vármegyének az összevonásával jött létre az 1923. évi XXXV. tc. rendelkezései alapján. A törvény szerint a megye hét járásra oszlott és székhelye Miskolc volt.
Speciális volt a helyzete a Magyarországon maradt Gömör megyei községek közül a legnyugatibbnak, Zabarnak, amely közigazgatásilag már 1921-től Nógrád vármegyéhez tartozott, majd az 1928. évi IX. tc. végleg Nógrádhoz csatolta. (A térképen: 7.)
Borsod, Gömör és Kishont k.e.e. vármegye megszűnésére 1938-ban az I. bécsi döntés nyomán került sor, amikor az egykori Gömör és Kishont vármegye legnagyobb része újra magyar terület lett, és ezért a két megyét ismét különválasztották. A közöttük kialakított új határ azonban nem egyezett meg az 1923 előttivel, ugyanis az Ózdtól nyugatra fekvő Hangony, továbbá a ma Ózdhoz tartozó Susa, Szentsimon és Uraj községeket Gömörtől Borsodhoz csatolták. (A térképen: 8.)
A II. világháború végén kötött fegyverszüneti megállapodást követően ismét az 1938 előtti határok álltak helyre, ezért 1945-ben újabb közigazgatási rendezésre került sor, melynek során a két vármegyét immár véglegesen Borsod-Gömör vármegye néven egyesítették. Ez azonban csupán öt éven át állt fenn, az 1950-es megyerendezés során ugyanis néhány Heves megyéhez csatolt község kivételével beolvadt az akkor létrehozott Borsod-Abaúj-Zemplén megyébe.

## Közigazgatása
A vármegye hét járásra oszlott.
- Edelényi járás (székhelye Edelény)
- Mezőcsáti járás (Mezőcsát)
- Mezőkövesdi járás (Mezőkövesd)
- Miskolci járás (Miskolc)
- Ózdi járás (Ózd)
- Putnoki járás (Putnok)
- Sajószentpéteri járás (Sajószentpéter)

A Putnoki járás 1923 előtt Gömör és Kis-Hont vármegyéhez tartozott, a többi Borsodhoz.